# جوناثان أوليفيرا
جوناثان أوليفيرا هو لاعب كرة قدم برتغالي، ولد في 10 يوليو 1991. لعب مع نادي فييرينسي.